# Beit She'an
Beit She'an (tiếng Hebrew: בית שאן, tiếng Ả Rập: بيسان) là một thành phố Israel. Thành phố thuộc quận Bắc. Thành phố có diện tích 7,33 km2, dân số năm 2009là 16.900 người.